# Pipinas
Las Pipinas, o simplemente Pipinas, es una localidad del este de la provincia de Buenos Aires, Argentina, cerca de la ciudad capital de la provincia de Buenos Aires: La Plata. Pertenece al partido de Punta Indio.

## Historia
La localidad de Pipinas fue fundada el 13 de diciembre de 1913 con la inauguración de la estación del ferrocarril denominada "Las Pipinas", cuando se resolvió extender la línea hasta Las Pipinas, se establecieron tres paradas.
Se invito a Don Benjamín Barreto, activo propulsor de esta extensión, a bautizar las flamantes estaciones. Así fue como la primera se llamó Verónica, en homenaje a Doña Verónica Bernal de Tornquist cuñada política de Barreto. La segunda Monte Veloz, así lo llamaba al ser el médano más alto de Juan Gerónimo y la Tercera la denomino con el romántico nombre de LAS PIPINAS. Las Pipinas pertenecían a la alta sociedad de Buenos Aires y eran dos niñitas rubias. La esposa de Benjamín Barreto, María Luisa Tornquist (hija de Ernesto Tornquist) era tía de las dos hermanitas, hijas de Raúl Dielh, llamadas Sara Josefina y Josefina Dielh. "Preciosas niñas que tenían la virtud de ser buenas y dulces". Los parientes utilizaban su diminutivo de Josfinas para llamarlas "Las Pipinas". En homenaje a las niñas Don Benjamín Barreto y esposa, bautizaron con el nombre de "Las Pipinas" a la flamante estación, punta del riel, de arquitectura inglesa construida prolijamente. Todos sus artefactos hasta el más mínimo, importado de Inglaterra. El piso del andén de piedras lajas y el ostentoso cartel que la designaba Las Pipinas.
Pipinas tuvo su auge en 1938, a partir de la instalación de una importante fábrica cementera que cerró en la década del 90. Hoy ofrece al turismo el atractivo de una pequeña localidad, su rico patrimonio natural, cultural y un hotel recuperado y puesto en marcha por un grupo de habitantes de la localidad, quiénes por intermedio de una cooperativa de trabajo vienen desarrollando desde el 2004 una propuesta de Turismo comunitario. Además la localidad posee una exquisita oferta gastronómica donde se pueden degustar las mejores carnes pampeanas.
Desde el año 2009 cuenta con una Base Climatológica dependiente del IRTA la cual monitorea eventos climáticos en la zona. 
Pipinas, es conocido porque es lugar de paso de los viajeros de la costa atlántica.
Desde el año 2013, con la incorporación de la localidad al programa Pueblos Turísticos, la comunidad educativa e instituciones de la localidad han llevado adelante el MAPI (Museo  a Cielo Abierto de Pipinas) que tiene como misión retratar la historia de la población visibilizando los vientos de cambio de la mano del turismo de base comunitaria y utilizando el Arte Público / Muralismo como instrumento que permita incorporar una mirada profunda de la realidad social y natural que nos rodea.

## Geografía

### Población
Cuenta con 954 habitantes (Indec, 2010), lo que representa un descenso del 6,5% frente a los 1020 habitantes (Indec, 2001) del censo anterior. Esta caída en la población se debe al cierre de la fábrica Loma Negra.
| Gráfica de evolución demográfica de Pipinas entre 1991 y 2010 |
|                                                               |
| Fuente: Censos nacionales del INDEC                           |

### Sismicidad
La región responde a las subfallas «del río Paraná», y «del río de la Plata», y a la falla de «Punta del Este», con sismicidad baja; y su última expresión se produjo el 5 de junio de 1888 (137 años), a las 3.20 UTC-3, con una magnitud aproximadamente de 5,0 en la escala de Richter (terremoto del Río de la Plata de 1888).
La Defensa Civil municipal debe advertir sobre escuchar y obedecer acerca de
Área de
- Tormentas severas, poco periódicas, con Alerta Meteorológico
- Baja sismicidad, con silencio sísmico de 137 años

## Accesos
Su principal acceso es la ruta provincial 36; este camino cerca de Pipinas la comunica con la ruta provincial 11, mediante la primera se conecta con el Gran La Plata y el Gran Buenos Aires, mediante la segunda con la Costa Atlántica yendo hacia el sur y con las localidades de los partidos de Punta Indio y Magdalena en el norte.
En Pipinas se encuentra la estación terminal del ramal del Ferrocarril General Roca que se extendía hasta la ciudad de La Plata. Esta línea férrea fue desactivada en 1977 dentro de un plan de levantamiento de ramales ferroviarios, hecho que trajo aparejado un aislamiento y reducción poblacional en muchas localidades; la reactivación de la misma es reclamada por todas las poblaciones atravesadas por la traza.

## Transporte
- Línea 411
- Línea 600

## Instituciones
- IRTA (Instituto Regional De Tecnología Ambiental).
- Cooperativa Pipinas Viva
- Club Social y Deportivo Juventud Unida de Pipinas